# Concilios de Arabia
Los Concilios de Arabia fueron dos concilios de la primitiva Iglesia cristiana celebrados en Bostra, en Arabia Petraea; uno en 246 y el otro en 247.  Ambos se celebraron contra Berilio, el obispo local, y sus seguidores, que creían que el alma perecía tras la muerte del cuerpo, pero que un día resucitaría con el cuerpo. Orígenes, que estuvo presente en ambos concilios, les convenció de que su creencia era hereje.